# Encomi
L'encomi és un text de lloança en honor d'algú o alguna cosa. En l'estudi de la retòrica, juntament amb el seu oposat, que és el vituperi (textos insultants). N'hi ha en poesia o en prosa. L'encomi era un important exercici d'oratòria.

## Estructura

### Proemi
És habitual als genetlíacs, epitalamis i epicedis començar amb una presentació que pot incloure una invocatio, invocació a una o diverses divinitats perquè acudeixin al ritu, sobretot als epitalamis, així com d'una propositio en la que l'orador s'excusa per prendre part.

### Capítols encomiàstics
En els capítols encomiàstics, tot i que tot el text ha de lloar l'encomiat, com a nucli es fa un repàs biogràfic que inclou: la família, de la qual es lloa la noblesa, antiguitat, honor, virtuts… del llinatge; naixement, del moment en què va néixer es dirà si va passar quelcom extraordinari a la terra o al cel, si va passar convé lloar els aspectes positius de l'estació en la que va néixer; natura, a la dicotomia cos-ànima, s'han de lloar els dos, ja que la bellesa és un reflex de les virtuts de l'altra; criança, en la qual es destacarà el creixement de les virtuts de l'encomiat, com l'agudesa; educació, es lloa la seva intel·ligència i rapidesa en l'aprenentatge amb la que supera als seus iguals; activitats, acostuma a aprofitar-se per lloar la noblesa del personatge amb les accions que li corresponen: guerra i lletres; accions, per a concloure es tracten totes les proeses memorables que l'encomiat va realitzar.
Als textos que corresponguin s'afegeixen els tòpics de la quantia de la seva fortuna, de les virtuts, bellesa, virtuts o proeses de l'esposa o del marit i finalment de la nombrosa i semblant descendència.

### Pregària
Desitjar felicitat, bona fortuna, és essencial als epitalamis i discursos de viatges, així com al basilikòs logos. Aquesta sol anar dirigida al deu que s'hagi invocat.

## Classificació
Encara que es poden classificar els discursos encomiàstics segons l'objecte en déus, homes, éssers pedestres, alats i aquàtics i éssers inanimats, es pot fer una classificaciósegons l'àmbit d'acció.
- La vida religiosa: Hi destaquen les himnes o discursos de lloança a una divinitat, com ara els peans i hipoquermes en honor d'Apol·lo o els ditirambes i iobacs en honor de Dionisi.

- Els moments crucials de la vida
  - Naixement: Genetlíaca o pronòstic especulatiu del destí gloriós d'algú segons el dia de naixement.[3]
  - Matrimoni: epitalami i kateunastikòs logos: poema nupcial amb tó solemne i del llit nupcial amb tó eròtic.[4]
  - Mort: complanta pot incloure un epitafi breu al costat de la tomba, consolació per als vius i la monodia.
  - Viatge: syntaktikón, el viatger s'acomiada, epibaterion i propemptikon, discurs de benvinguda i comiat.
- La política
  - Discurs imperial: basilikòs logos, en honor d'un emperador, rei, general o polític que visita la polis.
  - Regió o ciutat: laus urbis, com a lloança a una regió segons la seva situació, història i habitants.